# Tyler Clary
Scott Tyler Clary Flowers (Redlands (Californië), 12 maart 1989) is een Amerikaans voormalig zwemmer die gespecialiseerd was in de rugslag en de wisselslag. 

## Carrière
Clary maakte zijn debuut bij een groot toernooi tijdens de jeugdwereldkampioenschappen in 2006. Hij won goud op de 200 en 400 meter wisselslag, beide keren in een nieuw kampioenschapsrecord. Hij won ook brons op de 200 meter vrije slag en de 200 meter rugslag. Hij werd tijdens dat toernooi, waar hij onder de naam Scott Flowers deelnam, uitgeroepen tot beste mannelijke zwemmer. Voor 2007 zwom Clary onder de naam Scott Flowers.
Clary stond voor het eerst aan de start bij een internationaal seniorentoernooi tijdens de Pan-Amerikaanse Spelen 2007, waar hij zilver won op de 200 meter rugslag. Bij de Amerikaanse olympische trials in 2008 werd Clary derde op de 200 meter rugslag en miste zo net het olympisch team. Op de 400 meter wisselslag werd hij toen vierde.
Op 27 maart 2009 verbrak Clary het Amerikaanse record op de 400 yards wisselslag dat op naam stond van Michael Phelps, hij verbeterde de tijd van 3.36,26 tot 3.35,98. Een dag later verbrak hij ook
het NCAA-record op de 200 yards rugslag van Ryan Lochte. De 1.37,68 van Lochte die dateerde uit 2006 verbeterde Clary tot 1.37,58. Op de eerste dag van de Amerikaanse trials voor de wereldkampioenschappen zwemmen 2009 zwom hij zich in het WK-team op de 400 meter wisselslag. Hij ging lange tijd aan de leiding in de race en moest pas op het einde de duimen leggen in de strijd om de nationale titel tegen Ryan Lochte. Clary zwom wel een persoonlijk record met meer dan 3 seconden. Ondanks dat het naar eigen zeggen niet een van zijn specialiteiten is plaatste Clary zich een dag later ook overtuigend voor de 200 meter vlinderslag op het WK. Hij verbeterde zijn persoonlijk record van 1.57,61 uit de series in de finale tot 1.53,64 en werd tweede op minder dan een seconde van Michael Phelps. In Rome veroverde hij de zilveren medaille op de 400 meter wisselslag en eindigde hij als vijfde op de 200 meter vlinderslag.
Tijdens de Pan Pacific kampioenschappen zwemmen 2010 in Irvine sleepte de Amerikaan drie zilveren medailles in de wacht; op de 200 meter rugslag en de beide wisselslagnummers en eindigde hij als zevende op de 200 meter vlinderslag. Op de wereldkampioenschappen kortebaanzwemmen 2010 in Dubai legde Clary beslag op de zilveren medaille op de 200 meter rugslag en op de bronzen medaille op zowel de 200 als de 400 meter wisselslag, daarnaast strandde hij in de halve finales van de 100 meter wisselslag en in de series van de 200 meter vlinderslag.
In Shanghai nam de Amerikaan deel aan de wereldkampioenschappen zwemmen 2011. Op dit toernooi veroverde hij de zilveren medaille op de 400 meter wisselslag en de bronzen medaille op de 200 meter rugslag, daarnaast werd hij uitgeschakeld in de halve finales van de 200 meter vlinderslag.
Tijdens de Olympische Zomerspelen van 2012 in Londen sleepte Clary de gouden medaille in de wacht op de 200 meter rugslag, op de 200 meter vlinderslag eindigde hij op de vijfde plaats. Tijdens de Wereldkampioenschappen zwemmen 2013 in Barcelona zwom Clary naar de bronzen medaille op de 200 meter rugslag. In de finale van de 400 meter wisselslag werd Clary 4e, terwijl hij ook 7e werd op de 200 meter vlinderslag. In 2014 nam Clary deel aan de Wereldkampioenschappen kortebaanzwemmen 2014. Clary eindigde 5e op zowel de 200 meter rugslag als de 400 meter wisselslag. Samen met Conor Dwyer, Ryan Lochte en Matt McLean behaalde hij de wereldtitel op de 4x200 meter vrije slag. Op de Pan-Pacifische kampioenschappen zwemmen 2014 was Clary de snelste in de finale van de 200 meter rugslag.

## Internationale toernooien
| Jaar | Olympische Spelen                  | WK langebaan                                            | WK kortebaan                                                                                          | PanPacs                                                                | Pan-Ams       |
| ---- | ---------------------------------- | ------------------------------------------------------- | --- | ---------------------------------------------------------------------- | ------------- |
| 2007 |                                    | geen deelname                                           | |                                                                        | 200m rugslag  |
| 2008 | geen deelname                      |                                                         | geen deelname                                                                                         |                                                                        |               |
| 2009 |                                    | 5e 200m vlinderslag · 400m wisselslag                   | |                                                                        |               |
| 2010 |                                    |                                                         | 200m rugslag · 14e 200m vlinderslag · 16e 100m wisselslag · 200m wisselslag · 400m wisselslag         | 200m rugslag · 7e 200m vlinderslag · 200m wisselslag · 400m wisselslag |               |
| 2011 |                                    | 200m rugslag · 9e 200m vlinderslag · 400m wisselslag    | |                                                                        | geen deelname |
| 2012 | 200m rugslag · 5e 200m vlinderslag |                                                         | geen deelname                                                                                         |                                                                        |               |
| 2013 |                                    | 200m rugslag · 4e 400m wisselslag · 7e 200m vlinderslag | |                                                                        |               |
| 2014 |                                    |                                                         | 5e 200m rugslag · 13e 200m vlinderslag · 11e 200m wisselslag · 5e 400m wisselslag · 4x200m vrije slag | 200m rugslag · 200m vlinderslag · 5e 200m wisselslag · 400m wisselslag |               |
| 2015 |                                    | 7e 200m rugslag 12e 200m vlinderslag 4e 400m wisselslag | |                                                                        | geen deelname |
| 2016 | geen deelname                      |                                                         | geen deelname                                                                                         |                                                                        |               |

## Persoonlijke records

### Kortebaan
| Afstand          | Tijd    | Datum            | Plaats  |
| ---------------- | ------- | ---------------- | ------- |
| 200m rugslag     | 1.48,60 | 11 augustus 2013 | Berlijn |
| 200m vlinderslag | 1.53,39 | 7 december 2014  | Doha    |
| 100m wisselslag  | 53,94   | 18 december 2010 | Dubai   |
| 200m wisselslag  | 1.53,56 | 17 december 2010 | Dubai   |
| 400m wisselslag  | 3.57,56 | 16 december 2010 | Dubai   |

### Langebaan
| Afstand          | Tijd    | Datum           | Plaats       |
| ---------------- | ------- | --------------- | ------------ |
| 100m rugslag     | 55,10   | 17 januari 2016 | Austin       |
| 200m rugslag     | 1.53,41 | 2 augustus 2012 | Londen       |
| 200m vlinderslag | 1.53,64 | 8 juli 2009     | Indianapolis |
| 200m wisselslag  | 1.57,25 | 10 juli 2009    | Indianapolis |
| 400m wisselslag  | 4.06,96 | 7 juli 2009     | Indianapolis |